# Berlou
Berlou é uma comuna francesa na região administrativa de Occitânia, no departamento de Hérault. Estende-se por uma área de 11,34 km². Em 2010 a comuna tinha 207 habitantes (densidade: 18,3 hab./km²).